# Jörg Moukaddam

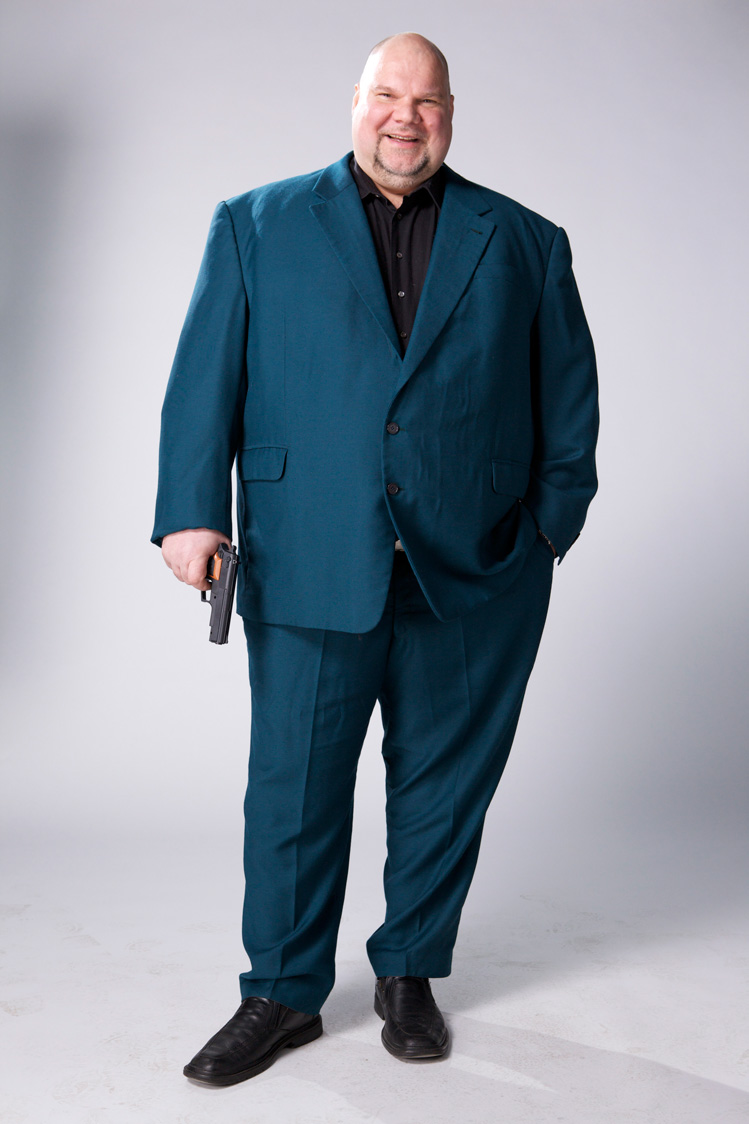
Jörg Moukaddam

Jörg Moukaddam (* 4. April 1967 in Berlin) ist ein deutscher Schauspieler.

## Leben
Jörg Moukaddam, der als Techniker und Sicherheitsingenieur arbeitete, erzielte den Durchbruch als Schauspieler in der Castingshow Bully sucht die starken Männer, wo er für die Rolle des Faxe in der Real-Verfilmung von Wickie und die starken Männer ausgewählt wurde.
Von 2012 bis 2014 war Moukaddam ein Nebendarsteller in Hotel 13. Seitdem hat er Gastauftritte in Fernsehserien übernommen, aber auch in Kinofilmen mitgespielt.
Moukaddam lebt in Berlin, ist verheiratet und Vater dreier Kinder.

## Filmografie (Auswahl)
- 2008: Bully sucht die starken Männer
- 2009: Wickie und die starken Männer
- 2009: Die Märchenstunde – Der verflixte Flaschengeist
- 2010: Topper gibt nicht auf
- 2010: Jerry Cotton
- 2011: Wickie auf großer Fahrt
- 2012–2014: Hotel 13 (Fernsehserie, 22 Folgen)
- 2012: Sams im Glück
- 2013: SOKO Wismar (Fernsehserie, Folge 10x07)
- 2013: Der letzte Bulle (Fernsehserie, Folge 4x13)
- 2013: Irre sind männlich
- 2014: Der Knastarzt (Fernsehserie, Folge 1x03)
- 2015: Absolution
- 2015: Die Dienstagsfrauen – Zwischen Kraut und Rüben
- 2016: Sex & Crime
- 2018: 13 Uhr mittags
- 2018: Heldt (Fernsehserie, Folge 6x03)
- 2019: Krauses Hoffnung